# ゲオルク・マルクライター
ゲオルク・マルクライター（ドイツ語: Georg Margreitter、1988年11月7日 - ）は、オーストリア・フォアアールベルク州出身のサッカー選手。グラスホッパー・クラブ・チューリッヒ所属。ポジションはディフェンダー。

## 経歴

### クラブ
フォアアールベルク州のFCシュルンスでサッカーを始め、フォアアールベルク州のサッカー協会アカデミーに入団。2007年夏にオーストリア・ブンデスリーガ1部に属するLASKリンツに移籍。2007年7月28日、FCレッドブル・ザルツブルク戦で4バックの一員としてフル出場し、オーストリア・ブンデスリーガ1部デビューを果たす。
2008年夏、SCウィーナー・ノイシュタットへレンタル移籍。同チームの主力センターバックとして30試合に出場、4得点を決めた。レンタル期限満了と共にLASKリンツに復帰。新しいシーズンを迎えるにあたり、リーダーシップを見込まれ弱冠21歳でチームキャプテンに任命される。2009年9月12日、SKシュトゥルム・グラーツ戦の後半95分で3-3になる同点ゴールを決め、シーズン最初のアウェイゲームでの勝ち点獲得に貢献した。
2010-11シーズンからFKアウストリア・ウィーンに所属。ブンデスリーガ1部で2シーズンを戦い、22歳でUEFAヨーロッパリーグでのデビューも果たした。
2012-13シーズン、8月にカップ戦1試合とリーグ戦3試合に出場後、イングランド・チャンピオンシップ所属のウルヴァーハンプトン・ワンダラーズFCに移籍する。2012年9月19日、イプスウィッチ・タウンFC戦でデビューを果たす。ポートマン・ロードでのこの試合を2-0で勝利する。
2013-14シーズン、デンマーク1部の強豪FCコペンハーゲンにレンタル移籍する。2013年9月17日、24歳でUEFAチャンピオンズリーグでのデビューを果たす（ユヴェントスFC戦、1-1の引き分け）。
2015年8月24日、ドイツ・ブンデスリーガ2部に属する1.FCニュルンベルクへの完全移籍が発表される。移籍後すぐにチームの主力センターバックとしての地位を確立し、2017-18年シーズンにはブンデスリーガ2部で準優勝。ドイツ・ブンデスリーガ1部復帰に貢献した。
2017年1月19日に2021年6月30日までの契約延長が発狂された。2018年12月3日、バイエル・レバークーゼン戦で1-1の同点ゴールを決め、ドイツ・ブンデスリーガ1部における初得点を決めた。

### 代表
UEFA U-19欧州選手権2007にオーストリア代表として出場した。

## タイトル

### クラブ
SCウィーナー・ノイシュタット
- 2.ブンデスリーガ : 2008-09

### 個人
- フォアアールベルク州新人賞 : 2009
- オーストリア・ブンデスリーガ月間最優秀新人賞 : 2008年10月
- フォアアールベルク州年間最優秀選手賞 : 2017